# Parque nacional El Boquerón
El Parque nacional El Boquerón es un parque natural de El Salvador que se encuentra en la parte superior del volcán de San Salvador, a 1800 metros (5905 pies) sobre el nivel del mar, en una cordillera volcánica del departamento La Libertad. En 2008 se consagró al expresidente Antonio Saca. 
La principal atracción del parque es un cráter volcánico de 1,5 kilómetros de diámetro y 558 metros de profundidad, "El Boquerón". Se estima que se creó tras una fuerte erupción en 1917, que destruyó parte de algunos municipios, como San Salvador, Nejapa y Quezaltepeque. En el Playón, en el kilómetro 34 de la carretera que conduce de San Juan Opico a Quezaltepeque, se pueden ver restos de la lava que expulsó. En el interior del cráter hay otro de menor tamaño, "Boqueroncito". Comparten superficie del crater los distritos: Nejapa, Quezaltepeque, San Juan Opico y Santa Tecla.
El Boquerón tiene un clima fresco templado durante todo el año. El parque es el hogar de muchas especies de plantas identificadas como plantas ornamentales, tales como "cartuchos", hortensias, sultanas silvestres y begonias, entre otras. Las especies de animales más numerosas son los armadillos, mapaches, venados, zorros, entre otros.